# LZ 43

L 12 im Wasser vor Ostende

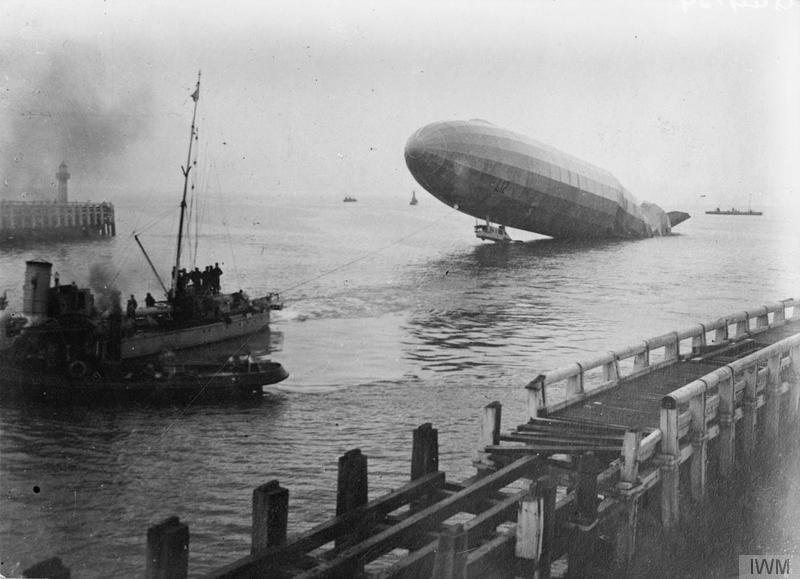
L 12 beim Einschleppen in den Hafen von Ostende

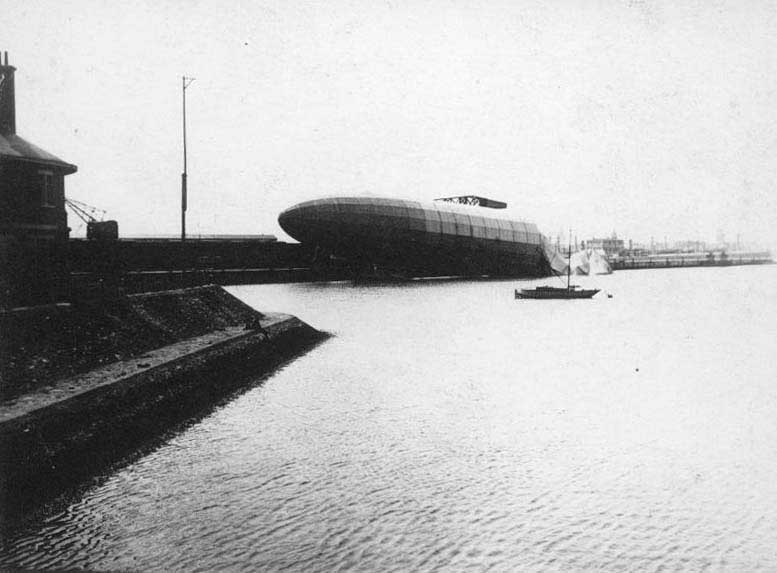
L 12 am Kai in Ostende

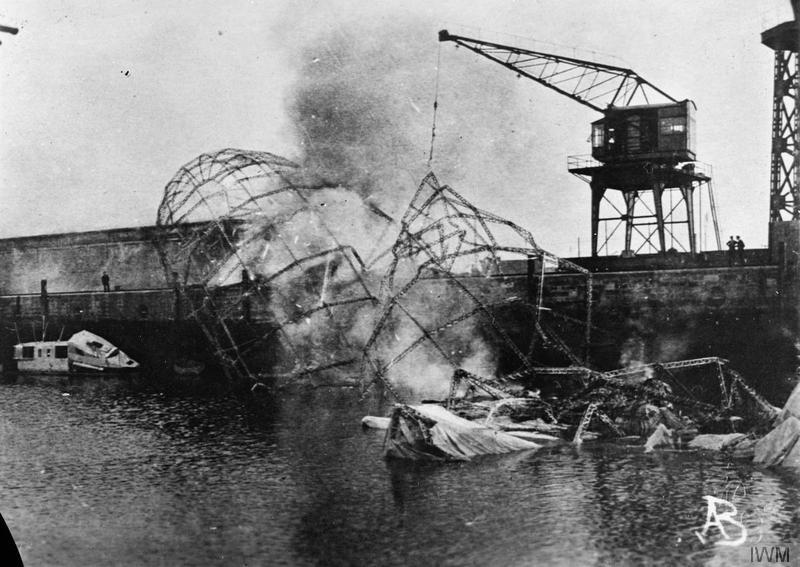
Das ausgebrannte Wrack von L 12

Der Zeppelin LZ 43 war das 43. Luftschiff des Grafen Zeppelin und das zwölfte Luftschiff der Kaiserlichen Marine.

## Geschichte
Die erste Fahrt von LZ 43 fand am 21. Juni 1915 statt. Die Marine übernahm das Luftschiff unter der militärischen Kennung L 12.
L 12 war in Nordholz und Hage stationiert. Der Zeppelin war für die Luftaufklärung über der Nordsee und für Bombenangriffe gegen Großbritannien im Einsatz.

## Ende von LZ 43/L 12
In der Nacht vom 9. auf den 10. August 1915 griff L 12 London, Harwich und Ziele am Humber an. Bei dieser Kriegsfahrt wurde das Luftschiff durch englisches Abwehrfeuer schwer beschädigt.
Drei Gaszellen des Zeppelins hatten noch über England ihr Traggas verloren und das Luftschiff hatte eine Schräglage von 20 Grad nach vorne oben. Um die Schräglage auszugleichen, befahl Kommandant Oberleutnant zur See Werner Peterson (* 1887) alle Mann der hinteren Gondel bis auf die beiden Maschinisten nach vorne, und zur Gewichtserleichterung des Schiffes wurden alle Einrichtungsgegenstände einschließlich der Benzintanks, Ölfässer, Maschinengewehre und die Funkapparatur über Bord geworfen. Schließlich knickte L 12 im Heck ein und sank mit dem Heck voran bei Ostende in die See.
Das schwimmende Wrack wurde in den Hafen von Ostende geschleppt und an einem Kai festgemacht. Bei den Demontagearbeiten am Kai fing das Wrack Feuer und brannte aus.

## Technische Daten
- Traggasvolumen: 31.900 m³ Wasserstoff
- Länge: 163,50 m
- Durchmesser: 18,70 m
- Nutzlast: 15 t
- Antrieb: vier sechszylindrige Maybach-Motoren von je 210 PS (154 kW)
- Geschwindigkeit: 26,7 m/s